# Červený vrch (Krkonoše)
Červený vrch (německy Rotenberg) je vrchol v České republice ležící ve východních Krkonoších.

## Poloha
Červený vrch se nachází v zakončení rozsochy vybíhající přibližně jižním směrem z nejvyšší hory Krkonoš Sněžky. Od jejího vrcholu se nachází asi 7,5 km na jihovýchod. Na severozápadě sousedí s Pěnkavčím vrchem, od kterého jej odděluje sedlo v nadmořské výšce přibližně 900 m. Ostatní svahy vrchu jsou velmi prudké a se značným převýšením. Vrch se nachází na území Krkonošského národního parku.

## Vodstvo
Pod jižním svahem Červeného vrchu se nachází soutok Malé a velké Úpy. Malá Úpa obtéká jeho východní svah, velká pak jihozápadní.

## Vegetace
Smrkový les je přerušován četnými pasekami. V okolí Janových Bud se nacházejí louky, na východním svahu nevelká suťoviska.

## Komunikace
Vrcholovými partiemi Červeného vrchu neprocházejí žádné kapacitnější komunikace, pouze lesní cesty a pěšiny. Západním svahem klesá k soutoku Úp žlutě značená Kubátova cesta, která sem přichází ze Sněžky. Za zmínku stojí ještě neznačená a těžce schůdná tzv. Kubátova stezka odbočující z Kubátovy cesty v jihozápadním svahu vrchu a vedoucí suťovisky v jeho jižním svahu.

## Stavby
Horská osada Janovy Boudy se nachází v okolí sedla mezi Červeným a Pěnkavčím vrchem. Na západním svahu Červeného vrchu se nacházejí obytné stavby jižního konce Velké Úpy, místní části Pece pod Sněžkou.